# Disco Dancer
Disco Dancer ist ein Bollywoodklassiker mit Mithun Chakraborty in seiner bekanntesten Rolle. Auch in der UdSSR wurde der Film zum Kult vor allem aufgrund des Liedes Jimmy Jimmy Jimmy Aaja.

## Handlung
Als Kind wird Anils Mutter von dem steinreichen Mr. Oberoi grundlos ins Gefängnis gebracht. Nun versucht Anil, ein kleiner Straßenkünstler, es allen heimzuzahlen, und setzt alles daran, ein Star zu werden.
Jahre später glänzt Oberois Sohn Sam als Star der Disco-Szene. Sam ist so begehrt, dass er seinen Manager David Brown nur aus Arroganz entlässt. Der wiederum sucht nach einem neuen Talent und entdeckt in dem jungen Anil Potenzial. Tatsächlich kommt Anil unter seinem Künstlernamen Jimmy Disco Dancer zu Ruhm und Reichtum. Sein Startum verdrängt sogar Sam von der Spitze, der bald aus Frust Alkohol und anderen Drogen verfällt.
Schließlich verliebt sich Jimmy auch noch in Oberois Tochter Rita. Doch dies geht für Oberoi zu weit und er schwört Rache. Erst muss Jimmys Mutter daran glauben und stirbt an einem inszenierten Unfall. Auch Jimmy wird verletzt. Doch dieser lässt sich nicht davon abbringen, als Vertreter Indiens an einem Song-Wettbewerb teilzunehmen.

## Musik
| Lied                       | Sänger                         |
| -------------------------- | ------------------------------ |
| Goro Ki Na Kalo Ki         | Suresh Wadkar, Usha Mangeshkar |
| Auva Auva: Koi Yahan Nache | Usha Uthup, Bappi Lahiri       |
| Ae Oh Aa Zara Mudke        | Kishore Kumar                  |
| Krishna Dharti Pe Aaja Tu  | Nandu Bhende                   |
| I Am A Disco Dancer        | Vijay Benedict                 |
| Jimmy Jimmy Jimmy Aaja     | Parvati Khan                   |
| Yaad Aa Raha Hai           | Bappi Lahiri                   |

2007 nahm die Künstlerin M.I.A. den Song Jimmy Jimmy Jimmy Aaja für ihr Album Kala neu auf. Der Song ist auch in Adam Sandlers Film Leg dich nicht mit Zohan an zu hören.